# 伊田晃都
伊田 晃都（いだ あきと）は、NHKのアナウンサー。
北海道札幌市出身。札幌南高等学校、京都大学を卒業。
2021年にNHKに入局。初任地は高知放送局。

## 人物
趣味はバイク旅（ツーリング）で、これまで日本各地をバイクで走り回ってきた。ただ四国に関しては走ったことがなく、今回高知局に赴任したことによってチャンスが回った。
北海道出身のため、暑さにはとても弱い。
学生時代からアイスホッケーをしており、社会人になっても続けている。2022年12月には高知県代表で国体の予選に出場した。

## 担当番組
☆印は現在出演中の番組
研修中
- どーも、NHK（2021年6月13日） - 新人お披露目

高知放送局時代（2021年6月 - 2024年度）
- 高知県のニュース・中継・リポート
- こうちいちばん（キャスター：2024年4月8日 - 2025年3月14日）（千野秀和と隔週で担当）[注釈 1]
- 緊急報道（高知放送局発）
- NHKジャーナル（2022年7月5日）
- 第96回選抜高等学校野球大会（2024年3月28日） - アルプススタンドリポート

青森放送局時代（2025年度 - ）
- ☆あっぷるワイド（キャスター：2025年3月31日 - ）
- ☆青森県のニュース・中継・リポート